# Синдбад: Пираты семи штормов
«Синдбад. Пираты семи штормов» — российский мультфильм режиссёра Влада Барбэ о Синдбаде, который отправляется на остров в поисках сокровищ. Премьера фильма в России состоялась 27 октября 2016 года.
В 2017 году мультфильм был номинирован на премию «Икар» в категории «Фильм в прокате».

## Съёмочная группа
- Режиссёр-постановщик: Влад Барбэ
- Сценарий: Александр Архипов, братья Свешниковы
- Художник-постановщик: Степан Грудинин
- Композитор: Дмитрий Емельянов

## Роли озвучивали
- Андрей Лёвин — Синдбад
- Катерина Шпица — Солара
- Дмитрий Нагиев — Антиох
- Марина Лисовец — Мааба
- Диомид Виноградов — Мансур
- Юрий Стоянов — Борух
- Андрей Кайков — Кесам
- Эдуард Радзюкевич — Тиглат
- Илья Лыков — Шумир / Кашмир
- Михаил Тихонов — Кесам в детстве / Креветка
- Игорь Лифанов — ведущий церемонии награждения
- Кирилл Нагиев — начальник полиции
- Светлана Пермякова — прорицательница Ман
- Алиса Вокс — пиратка
- Александр Числов — Азим
- Алексей Елизаветский — Глашатай
- Фёдор Бутин — Синдбад в детстве
- Дарья Мазанова — Солара в детстве